# Rangárvallasýsla
Rangárvallasýsla è una contea islandese, situata nella regione di Suðurland. Questa contea ha una superficie di 7.971 km² e, nel 2011, aveva una popolazione di 3 458 abitanti. Le principali risorse economiche della contea sono l'agricoltura e il turismo. Il capoluogo della contea è Rangárþing eystra.

## Municipalità
La contea è situata nella circoscrizione del Suðurkjördæmi e comprende i seguenti comuni:
- Ásahreppur
- Rangárþing eystra
- Rangárþing ytra

## Località
- Akurey
- Árbær
- Áshverfi
- Ásólfsskáli
- Bjóluhverfi
- Breiðabólsstaður
- Búðarhólshverfi
- Djúpidalur
- Eyvindarhólar
- Fíflholt
- Háfur
- Hagi
- Hella
- Hlíðarendi
- Hólmabæir
- Hólmahverfi
- Holt
- Hvolsvöllur
- Kálfholt
- Keldur
- Kross
- Oddi
- Skarð
- Stóri-Dalur
- Stórófshvoll
- Þykkvibær
- Vetleifsholtshverfi
- Vomúlastaðahverfi